# Lazac
Lazac (Servisch cyrillisch Лазац) is een plaats in de Servische gemeente Kraljevo. De plaats telt 865 inwoners (2002).